# نشان خوشامد به لاس وگاس
نشانِ خوشامدگویی به لاس وگاس یکی از نشان‌های اختصاصی و ثبت شدهٔ شهرِ لاس وگاس است. این نشان در میِ ۱۹۵۹ ساخته شد و پس از اندک‌زمانی با لامپ‌های نئون تزئین گردید.